# Vítězný Amor
Vítězný Amor (latinsky Amor vincit omnia) je název obrazu italského barokního malíře Caravaggia.
Chlapecky opovážlivý, provokující, dráždící a bez studu je Caravaggiův Amor. Autor nemaluje tradičního Amora, boha lásky, který svým šípem zasahuje oběti, rozněcující v nich lásku. Jeho Amor je mladý chlapec, provokující diváky svou nahotou, kterou beze studu vystavuje na odiv.
Caravaggiův Amor je vítězem lásky nad vším uměním a vědami. Jeho nadřazenost umělec zvýraznil oslavným postojem, kterému všichni podlehli. Atributy umění a vědy – hudební nástroje, kružítko, noty, kniha, pero a vavřínový věnec mu leží u nohou. Atributy sochařství a malířství zde však chybí; jimi je Amor sám.
Předlohou této postavy, zejména polohy jeho nohou, jsou figury vítězů, Michelangelův Vítěz na náhrobku papeže Julia II. nebo dílo Pierina da Vinciho Samson zdolává Finistra.
Amor na obraze působí sexuálně vyzývavě. Obrazů, které takovým způsobem stavěly na odiv nedospělého chlapce, v dosavadní monumentální malbě nenajdeme. Dvacet let po namalování obrazu navrhl jistý italský milovník umění schovávat provokující malby a zahalovat provokující „věci“. Mezi takové malby jednoznačně řadil i Caravaggiova Vítězného Amora. Ve třicátých letech 17. století byl obraz skutečně zahalen, ne však proto, že by byl obscénní. Při prohlídce galerie ho chtěli ukazovat jako poslední exponát, protože jinak „by všechny rarity přestaly být zajímavé“.
Vítězný Amor byl namalován v roce 1601 nebo 1602 pro římského sběratele, markýza Vincenza Guistinianiho. V roce 1812 se spolu s jinými uměleckými díly s Napoleonovou kořistí dostal do Paříže a stal se exponátem v Louvru. V roce 1815 se díla vracela původním majitelům, kteří však často nedokázali zaplatit přepravní náklady. To byl případ i tohoto díla. Pruský král Friedrich Wilhelm III. koupil v uvedeném roce 157 obrazů z Guistinianovy sbírky, mezi nimi i Vítězného Amora. Obraz byl vystaven v berlínské Umělecké akademii, od roku 1904 v Kaiser Friedrich Museum. Od roku 1988 patří ke klenotům berlínské Gemäldegalerie.